# أنواع الزواج
يختلف نوع الزواج ووظائفه وخصائصه من ثقافة إلى أخر، ويمكن أن يتغير بمرور الوقت. بشكل عام، هناك نوعان: الزواج المدني والزواج الديني، وعادة ما تستخدم الزيجات مزيجًا من الاثنين (يجب أن تكون الزيجات الدينية مرخصة ومعترف بها من قبل الدولة ، وعلى العكس من ذلك ، يتم احترام الزواج المدني ، على الرغم من عدم إقراره بموجب القانون الديني) . يُطلق على الزيجات بين الأشخاص من ديانات مختلفة الزواج بين الأديان ، بينما يشير التحويل الزوجي ، وهو مفهوم مثير للجدل أكثر من الزواج بين الأديان ، إلى التحول الديني لأحد الشريكين إلى دين الآخر من أجل تلبية مطلب ديني.